# Mayanga Maku
Jean Adelard Mayanga Maku, né le 31 octobre 1948 à Mbandaka, est un footballeur zaïrois des années 1970. Au cours de sa carrière, il évolue au poste d'attaquant.

## Biographie
Il joue de 1968 à 1982 à l'AS Vita Club, avec laquelle il domine les compétitions nationales et remporte la Coupe d'Afrique des clubs champions en 1973.
International zaïrois de 1970 à 1979, il dispute la CAN 1972 (4e, avec 3 buts inscrits), la CAN 1974 (vainqueur, avec 3 buts), et la Coupe du monde 1974 (1er tour, 3 matchs joués, 0 but).
Il entraîne brièvement l'équipe de République démocratique du Congo lors de l'année 2001.
Après avoir joué en Belgique, notamment à l'Olympic de Charleroi, il s'y installe. Son fils Albert "Alba" Pemba Mayanga a également été joueur de football dans les séries nationales belges. Ses neveux Michaël et Jordan Mayanga ont aussi évolué en division nationales belge.

## Palmarès
- Vainqueur de la Coupe d'Afrique des nations 1974 avec l'équipe du Zaïre
- Vainqueur de la Coupe d'Afrique des clubs champions en 1973 avec l'AS Vita Club
- 7 fois vainqueur de la Coupe du Zaïre avec l'AS Vita Club
- 8 fois champion du Zaïre avec l'AS Vita Club